# Granica andorsko-francuska
Granica andorsko-francuska – granica międzypaństwowa między Andorą i Francją biegnąca na całej swej długości przez Pireneje.
Granica rozpoczyna swój bieg na trójstyku granic Hiszpanii, Francji i Andory na przełęczy Portella Blanca d'Andorra na wysokości 2517 m n.p.m. Następnie biegnie w kierunku północnym przez Pas de la Casa doliną rzeki Ariège dochodzi do przełęczy Col dels Clots 2169 m n.p.m., gdzie przybiera kierunek zachodni. Biegnie dalej przez przełęcze Portella de Siscaro 2564 m n.p.m., Port de Fontargente 2263 m n.p.m., górę Pic de Serrè 2912 m n.p.m., następnie skręca na południe i dochodzi do zachodniego trójstyku granic Francji, Andory i Hiszpanii na górze Pic de Médécourbe 2913 m n.p.m. (na północ od Pic de la Coma Pedrosa – 2946 m n.p.m.).
Granica wytyczona została w 1295 roku przez delegatów reprezentujących mieszkańców Andory pod przewodnictwem wysłanników współrządzących Andorą – biskupa z Urgell, rodziny de Foix i z udziałem wysłanników króla Majorki, Jakuba II.